# Atrakcje turystyczne Malty
Atrakcje turystyczne Malty – zestawienie atrakcji turystycznych na Malcie, według ich typu.

## Lista światowego dziedzictwa UNESCO
| Nazwa i opis | Zdjęcie | Nazwa i opis | Zdjęcie |
| --- | ------- | --- | ------- |
| Valletta (kod 131) – de facto stolica Malty położona na półwyspie Sciberras pomiędzy dwiema zatokami. Od zachodu graniczy z Wielkim Portem. Valletta ma 320 zabytków, wszystkie na obszarze 55 ha, czyniąc z niej jedną z najbardziej zagęszczonych obszarów zabytkowych na świecie. |         | Hypogeum Ħal Saflieni (kod 130) – podziemna budowla z około 2500 roku p.n.e. znajdująca się w miejscowości Paola. Najwyższy i jednocześnie najstarszy poziom powstał około 3000 roku p.n.e. Część pomieszczeń umieszczono w naturalnych grotach, które zostały później powiększone przez człowieka. |         |

## Megalityczne świątynie

### Lista światowego dziedzictwa UNESCO
| Nazwa i opis | Zdjęcie | Nazwa i opis | Zdjęcie |
| --- | ------- | --- | ------- |
| Ġgantija (kod 132-001) – kompleks świątynny w Ġgantija liczy około 5800 lat, przy czym mniejsza ze świątyń powstała około 150 lat później niż większa. Do naszych czasów zachowały się zewnętrzne mury, miejscami sięgające 6 metrów.                                                                                 |         | Ħaġar Qim (kod 132-002) - pozostałości megalitycznych świątyń, datowanych na IV i III tysiąclecie p.n.e. |         |
| Mnajdra (kod 132-003) - kompleks trzech prehistorycznych świątyń megalitycznych na południowym wybrzeżu Malty. Wznoszono je w okresie od III do połowy II tysiąclecia p.n.e. Do budowy użyto dwóch rodzajów materiału, znajdujących się w bezpośrednim sąsiedztwie, mianowicie wapienia koralowego i globigerynowego. |         | Ta’ Ħaġrat (kod 132-004) - pozostałości megalitycznych świątyń, datowanych na IV i III tysiąclecie p.n.e. Kompleks składa się z dwóch budowli sakralnych. Wokół posiadającego kamienną podłogę prostokątnego dziedzińca znajdują się wejścia do trzech apsyd. Plan budowli przypomina liść koniczyny. |         |
| Skorba (kod 132-005) - ruiny świątyń megalitycznych w północnej części miejscowości Żebbiegħ. Jako pierwszą wzniesiono lepiej zachowaną Świątynię Zachodnią (ok. 3500 p.n.e-3200 p.n.e.), a następnie (ok. 3200 p.n.e.-2500 p.n.e.) dobudowano Świątynię Wschodnią.                                                   |         | Tarxien (kod 132-006) - kompleks budowli megalitycznych z okresu neolitu i epoki brązu, budowa najstarszej świątyni datowana jest na około 3 500 p.n.e. Obiekty wzniesiono z obrobionych bloków skalnych i ozdobiono rytymi i malowanymi dekoracjami. Kompleks dzieli się na pięć części.             |         |

–

### Spoza listy światowego dziedzictwa UNESCO
| Nazwa i opis  | Zdjęcie | Nazwa i opis   | Zdjęcie |
| ------------- | ------- | -------------- | ------- |
| Borġ in-Nadur |         | Buġibba        |         |
| Tal-Qadi      |         | Tas-Silġ       |         |
| Xemxija       |         | Xrobb l-Għaġin |         |

## Zamki, pałace, dwory, wille
| Nazwa i opis | Zdjęcie | Nazwa i opis | Zdjęcie |
| --- | ------- | --- | ------- |
| Pałac Wielkich Mistrzów – pałac w Valletcie zbudowany w 1571 roku. Mieści się tu urząd prezydenta i Izby Reprezentantów. W zbrojowni pałacu znajduje się jedna z największych kolekcji broni okresu Kawalerów Maltańskich. |         | Pałac San Anton – pałac w Attard zbudowany w latach 1600–1636 jako letnia rezydencja Wielkiego Mistrza Zakonu Maltańskiego. Obecnie jest oficjalną rezydencją prezydenta Malty. Pałac otoczony jest dużym ogrodem. |         |
| Pałac Verdala – pałac w Dingli zbudowany w 1586 roku. Jest oficjalną letnią rezydencją prezydenta Malty. |         | Casa Rocca Piccola – pałac w Valletcie zbudowany w XVI wieku. Pierwotnie zbudowany dla Don Pietro La Rocca, rycerza Zakonu Maltańskiego, dziś jest własnością rodziny Marquis de Piro. Casa Rocca Piccola zawiera ponad 50 pokoi, z których większość jest otwarta do zwiedzania. Można zwiedzać także sypialnię z baldachimem, prywatną kaplicę i sieć podziemnych korytarzy oraz tuneli wyciętych w skale. |         |
| Villa Bologna |         | Pałac Inkwizytora |         |
| Villa Rosa |         | Villa Francia |         |
| Castello Zamittello |         | Castello dei Baroni |         |
| Palazzo Promontorio |         | Palazzo Nobile |         |
| Palazzo Parisio w Naxxar |         | Palazzo Parisio w Valletcie |         |
| Selmun Palace |         | Dragonara Palace |         |
| Casa Leoni |         | Casa Bernard |         |
| Girgenti Palace |         | Bubaqra Tower |         |
| Castello Lanzun |         | Palazzo Nasciaro |         |
| Palazzo Vilhena |         | Palazzo Dorell |         |
| Banca Giuratale w Mdinie |         | Banca Giuratale w Valletcie |         |
| Palazzo Ferreria |         | |         |

(lista niepełna)

## Zajazdy
| Nazwa i opis | Zdjęcie | Nazwa i opis | Zdjęcie |
| --- | ------- | --- | ------- |
| Zajazd Kastylijski w Valletcie – zajazd zbudowany głównie dla rycerzy z Kastylii, Leónu i Portugalii. Położony jest w Valletcie. Został zbudowany w 1574 roku, natomiast w latach 1741-1745 został przebudowany na styl barokowy. |         | Zajazd Prowansalski w Valletcie – zajazd zbudowany głównie dla rycerzy z Prowansji. Został zbudowany w 1574 roku, natomiast w 1638 roku został przebudowany na styl barokowy. |         |
| Zajazd Włoski w Valletcie – zajazd zbudowany głównie dla rycerzy z obszaru Włoch. Położony jest w Valletcie. Został zbudowany w 1579 roku, natomiast w latach 1582-1595 został przebudowany.                                      |         | Zajazd Aragoński w Valletcie – zajazd zbudowany głównie dla rycerzy z Aragonii, Nawarry i Katalonii. Został zbudowany w 1571 roku.                                            |         |
| Zajazd Bawarski w Valletcie |         | Zajazd Aragoński w Birgu |         |
| Zajazd Angielski w Birgu |         | Zajazd Francuski w Birgu |         |
| Zajazd Owernii i Prowansji w Birgu |         | |         |

## Stanowiska archeologiczne
| Nazwa i opis                            | Zdjęcie | Nazwa i opis                                   | Zdjęcie |
| --------------------------------------- | ------- | ---------------------------------------------- | ------- |
| Misraħ Għar il-Kbir                     |         | Żejtun Roman villa – stanowisko archeologiczne |         |
| Għajn Tuffieħa Roman Baths              |         | Domvs Romana                                   |         |
| Brochtorff Circle (Xagħra Stone Circle) |         | Abbatija Tad-Dejr                              |         |
| Ras ir-Raħeb                            |         |                                                |         |

## Geograficzne, naturalne
| Nazwa i opis                                                         | Zdjęcie | Nazwa i opis | Zdjęcie |
| -------------------------------------------------------------------- | ------- | --- | ------- |
| Blue Grotto (Błękitna Grota)                                         |         | Azure Window (Lazurowe Okno) - łuk skalny, który zawalił się w marcu 2017 roku. Po zawaleniu się do morza jest coraz bardziej popularnym stanowiskiem nurkowym. |         |
| Blue Lagoon (Błękitna Laguna)                                        |         | Fungus Rock |         |
| Blue Hole (Malta) – morskie jezioro                                  |         | Chadwick Lakes |         |
| Ghasri Valley                                                        |         | St. Peter’s Pool |         |
| Dingli Cliffs                                                        |         | Klify Ta’ Ċenċ |         |
| Inland Sea (Malta) – słone jezioro połączone wodnym tunelem z morzem |         | |         |
| Calypso Cave – jaskinia                                              |         | Mixta Cave - jaskinia |         |

## Zatoki
(sekcja do utworzenia)

## Jaskinie
(sekcja do utworzenia)

## Kultura
| Nazwa i opis               | Zdjęcie | Nazwa i opis                           | Zdjęcie |
| -------------------------- | ------- | -------------------------------------- | ------- |
| Teatr Manoel               |         | Royal Opera House (Pjazza Teatru Rjal) |         |
| Lascaris War Rooms         |         | Muzeum Morskie Malty                   |         |
| Muzeum Archeologiczne      |         | Narodowe Muzeum Sztuk Pięknych         |         |
| Muzeum Historii Naturalnej |         | Muzeum Archeologii Gozo                |         |

## Parki atrakcji
| Nazwa i opis | Zdjęcie | Nazwa i opis | Zdjęcie |
| --- | ------- | --- | ------- |
| Mediterraneo Marine Park – morski park rozrywki. Jedną z części parku jest delfinarium. W parku zamieszkują delfiny, lwy morskie, papugi, węże, jaszczurki, żaby, pająki, skorpiony, żółwie. Codziennie pokazywane są pokazy delfinów, lwów morskich i papug. Jest możliwość wykupienia interaktywnych opcji programów, w których jest możliwość dotykania zwierząt, jak również pływania z delfinami. |         | Splash & Fun Water Park – aquapark. |         |
| LWS Animal Park – mały ogród zoologiczny, w części typu safari, w którym jest ponad 20 różnych gatunków zwierząt, takich jak emu, jelenie, lamy, króliki, kozy górskie i inne. Niektóre ze zwierząt są utrzymywane w ich naturalnym otoczeniu |         | Popeye Village – wioska turystyczna w Mellieħa, nad zatoką Anchor Bay. Została zbudowana na potrzeby filmu Popeye z 1980 roku. Niektóre z domów zostały wyposażone w różne przedmioty związane z filmem, w tym rekwizyty wykorzystywane w produkcji filmu. Dla turystów organizowane są różne pokazy, rejsy statkiem po zatoce. Na ulicach miasteczka można spotkać przechadzające się postacie z filmu, z którymi można porozmawiać i zrobić sobie zdjęcie. |         |
| BOV Adventure Park |         | Malta National Aquarium – akwarium publiczne o powierzchni łącznej 20 000 m². Składa się z 26 zbiorników |         |
| Sant'Antnin Family Park to park rodzinny obejmujący miejsca piknikowe, place zabaw dla dzieci, siłownię na wolnym powietrzu, ścianki do wspinaczki skałkowej, dwa labirynty i amfiteatr |         | Wildlife Park Malta |         |
| Bird Park Malta |         | |         |

(lista niepełna)

## Natura, parki, ogrody
| Nazwa i opis                                     | Zdjęcie | Nazwa i opis                                          | Zdjęcie |
| ------------------------------------------------ | ------- | ----------------------------------------------------- | ------- |
| Park Narodowy Ta’ Qali                           |         | Park Narodowy Salini                                  |         |
| Is-Simar                                         |         | Is-Salini                                             |         |
|                                                  |         | Rezerwat przyrody Għadira                             |         |
| Wied Għollieqa                                   |         | Xrobb L-Għagin                                        |         |
| Park narodowy Il-Majjistral                      |         | Argotti – ogród botaniczny                            |         |
| Gardjola Gardens                                 |         | Ogrody Buskett                                        |         |
| Howard Gardens (Gnien Howard)                    |         | Ogród Romeo Romano                                    |         |
| Ogrody Hastings                                  |         | Independence Garden                                   |         |
| Dolne ogrody Barrakka                            |         | Górne ogrody Barrakka                                 |         |
| Chinese Garden of Serenity                       |         | Herbert Ganado Gardens                                |         |
| Razzett L-Abjad                                  |         | Palazzo Parisio Gardens                               |         |
| Villa Rundle Gardens                             |         | Sa Maison Gardens (Il-Gnien tal-Milorda)              |         |
| San Anton Gardens                                |         | European Council Garden (Ġnien il-Kunsill tal-Ewropa) |         |
| Mosta Bride's Garden (Ġnien l-Għarusa tal-Mosta) |         | Ogród Karin Grech                                     |         |

## Atrakcje dla nurków
| Nazwa i opis                                | Zdjęcie | Nazwa i opis            | Zdjęcie |
| ------------------------------------------- | ------- | ----------------------- | ------- |
| Um El Faroud                                |         | HMS Maori               |         |
| MV Rozi                                     |         |                         |         |
| Maltese patrol boat P29                     |         | Maltese patrol boat P31 |         |
| Kristu tal-Baħħara – podwodna statua Jezusa |         |                         |         |

(lista niepełna)

## Grobowce
| Nazwa i opis             | Zdjęcie | Nazwa i opis                 | Zdjęcie |
| ------------------------ | ------- | ---------------------------- | ------- |
| Binġemma Tombs           |         | Għar il-Midfna               |         |
| Kerċem Tombs             |         | Għar ta' Għejzu              |         |
| Ta' Ċenċ Gallery Grave   |         | Wied tax-Xlendi Tomb         |         |
| Xagħra Stone Circle      |         | San Pawl tat-Tarġa Tombs     |         |
| Għar il-Kbir Tombs       |         | Għajn Qajjied Tombs          |         |
| Xemxija Tombs            |         | Xemxija Punic Tomb           |         |
| Ta' Ċenċ Dolmen – dolmen |         | Dolmens Wied Filep – dolmeny |         |

## Przedmioty
| Nazwa i opis | Zdjęcie | Nazwa i opis | Zdjęcie |
| --- | ------- | --- | ------- |
| Cippi Melqarta – dwie kolumny z II w. p.n.e. z tekstami do boga Melkarta napisane w dwóch językach: starogreckim i fenickim. |         | Maymūnah Stone – marmurowa płyta nagrobkowa z 1174 roku, tekst na niej jest napisany starożytnym pismem kufickim w języku arabskim |         |

## Historyczne bramy, łuki triumfalne
| Nazwa i opis               | Zdjęcie | Nazwa i opis              | Zdjęcie |
| -------------------------- | ------- | ------------------------- | ------- |
| Porte des Bombes           |         | Brama św. Heleny          |         |
| Brama Wiktorii w Valletcie |         | Brama Miejska w Valletcie |         |
| Brama Miejska w Mdinie     |         | Brama Greków w Mdinie     |         |
| Brama Hompescha            |         | Brama Mistra              |         |
| Brama Notre Dame           |         | Brama Fawwara             |         |
| Łuk Wignacourta            |         | Łuk De Rohana z 1798 roku |         |

## Fontanny, pomniki
| Nazwa i opis     | Zdjęcie | Nazwa i opis   | Zdjęcie |
| ---------------- | ------- | -------------- | ------- |
| Fontanna Trytona |         | Malta Memorial |         |

## Inne
| Nazwa i opis | Zdjęcie | Nazwa i opis                            | Zdjęcie |
| --- | ------- | --------------------------------------- | ------- |
| Għar Dalam |         | Ras il-Wardija – punicka świątynia      |         |
| Akwedukt Wignacourta |         | Gozo Aqueduct                           |         |
| Old Prison |         | RNH Bighi                               |         |
| Paceville – główne miasteczko imprezowe i ośrodek życia nocnego Malty. W Paceville są uliczki z dużą ilością barów, klubów muzycznych i dyskotek, kasyn, klubów nocnych, kin. Większość klubów muzycznych i dyskotek w Paceville ma bezpłatny wstęp i są zwykle otwarte do wczesnych godzin porannych. |         | Tas-Salvatur – wzgórze ze statuą Jezusa |         |
| Lija Belvedere Tower – belweder |         | Wignacourt Water Tower                  |         |

- (lista niepełna)